# Religioni della Mesopotamia
(Cilindro A I 17-21. Traduzione dal sumerico di Giorgio R. Castellino in Testi sumerici e accadici, Torino, UTET, 1977, p.218)

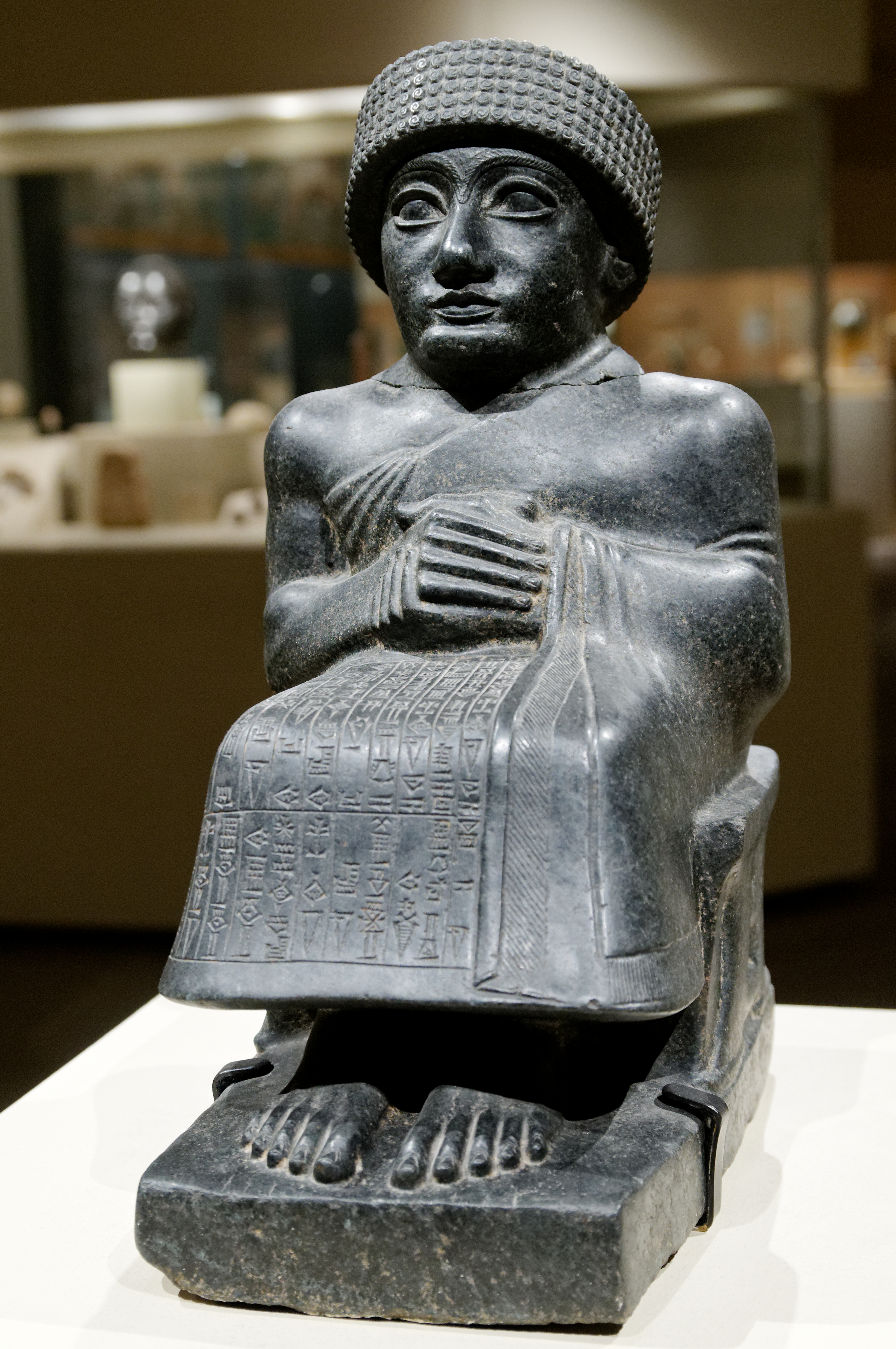
Statua di Gudea (2150-2125 a.C.), governatore (ensi, in accadico iššakum) della II dinastia di Lagaš, conservata presso il Metropolitan Museum di New York. La muscolatura in evidenza ne caratterizza le virtù morali, mentre la postura delle mani giunte ne rammenta l'aspetto religioso e pio. La veste riporta un'iscrizione dedicata a Ningišzida (sumerico: ^{d}nin-g̃iš-zid-da), Dio personale dell'ensi; mentre la tiara disegna dei riccioli che potrebbero indicare un copricapo di pelliccia. La statua è in diorite proveniente da Magan (Oman), utilizzata per la durezza e il prestigio di pietra di lontana provenienza. Il regno di Gudea si caratterizza per delle campagne militari contro gli Elamiti, tuttavia il sovrano tende a rappresentarsi come un buon amministratore e, soprattutto, come costruttore di templi, in particolar modo quello del dio Ningirsu, celebrato in alcuni scritti in cuneiforme riportati su cilindri in terracotta detti di Gudea.

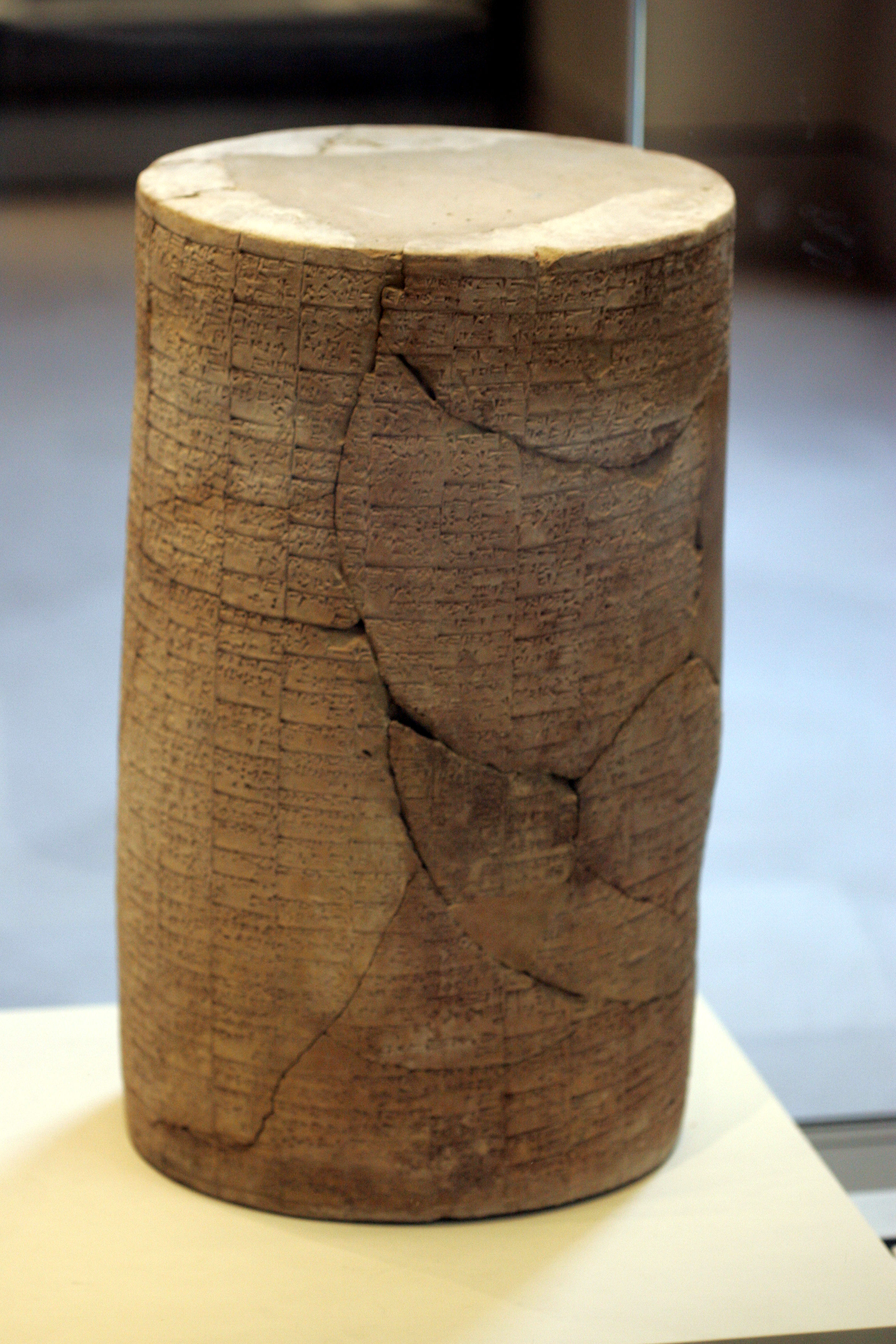
Cilindro di Gudea (Museo del Louvre, Parigi)

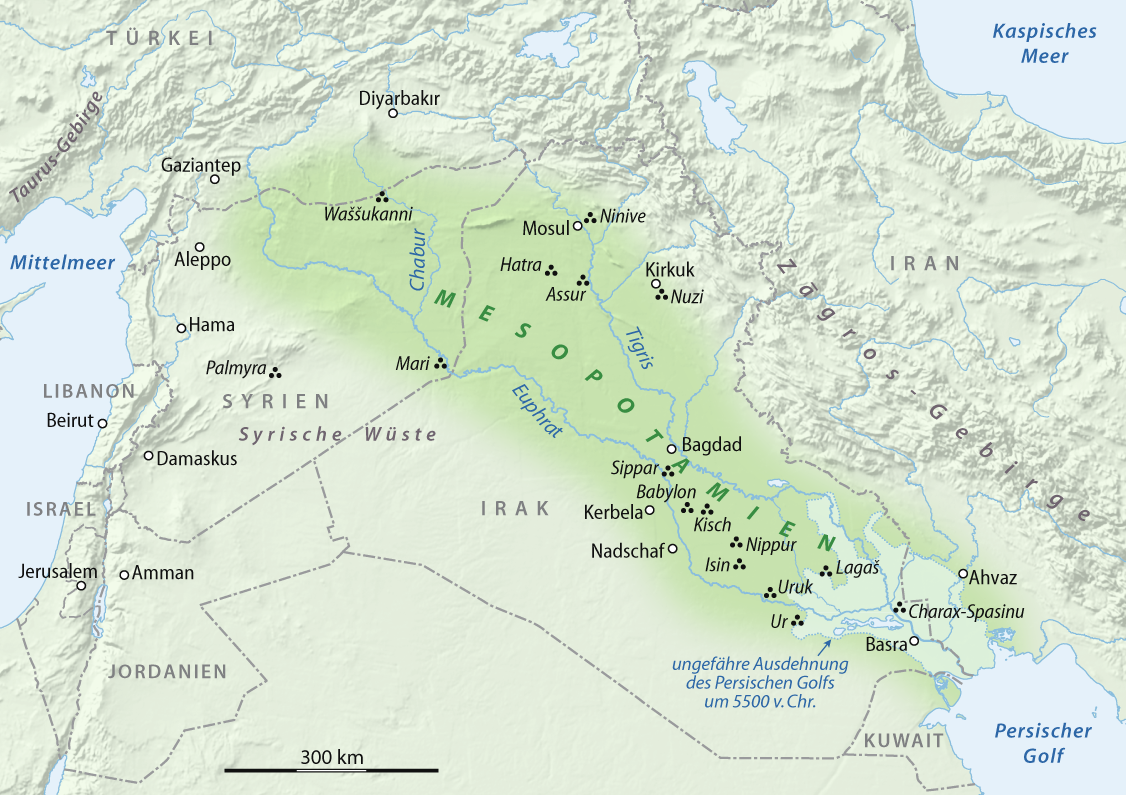
La Mesopotamia.

Le religioni della Mesopotamia sono quell'insieme di differenti credenze, miti, rituali, culti misterici, teologie e pratiche divinatorie professate nell'antica Mesopotamia ovvero nella regione del mondo che corrisponde approssimativamente all'attuale Iraq, dal IV al I millennio a.C.
Le origini di tali religioni vanno individuate nella preistoria delle prime genti abitanti quella regione, nelle credenze e nelle tradizioni di differenti popoli che, a partire dal XXX secolo a.C., lì migrarono, nelle civiltà sumerica e accadica e in quelle civiltà emerse successivamente, quali, ad esempio, quella babilonese e quella assira.
Le religioni della Mesopotamia, ma solo intese come culto principale di una realtà statale, cessarono di essere nel 539 a.C. quando la città di Babilonia accolse, sottomettendosi, il re persiano achemenide di probabile fede zoroastriana Ciro II. I Persiani non perseguitarono, né discriminarono tali religioni che continuarono quindi a essere professate dalle popolazioni locali dando luogo anche a differenti sincretismi.

## Premessa
L'espressione "religioni della Mesopotamia" è di conio moderno. Gli antichi abitanti della Mesopotamia non possedevano un termine che indicasse quello che il termine moderno "religione" intende indicare in modo peraltro problematico.
Se quindi il termine "religione" non appartiene, neppure etimologicamente, alla lingue mesopotamiche come il sumerico o l'accadico, anche il termine "Mesopotamia" era del tutto sconosciuto agli antichi abitanti di quella regione. Esso appartiene alla nostra era, originando peraltro dal greco antico, che con quel termine, di genere femminile, proveniente da Mesopotamos, quindi come Mesopotamia (khṓra), voleva indicare la "(terra) tra i fiumi"), intendendo per questi ultimi il Tigri e l'Eufrate.
La prima occorrenza del toponimo "Mesopotamia" (Μέσοποταμίας) la si riscontra nell'Anabasis Alexandri, opera di Arriano, autore del II secolo d.C., il quale trattando della marcia di Alessandro Magno verso l'Oriente, così si esprime:
(Arriano, Anabasi di Alessandro, III, 7, 3. Traduzione di Francesco Sisti. Milano, Mondadori, 2007, p. 219)
Peraltro, come ricorda Luigi Cagni:
(Luigi Cagni, Dizionario delle religioni, a cura di Giovanni Filoramo, Torino, Einaudi, 1993, p. 472)
Nell'antichità la regione oggetto di questa voce era conosciuta esclusivamente per mezzo di nomi che indicavano specifici territori:
- Sumer (accadico; in sumerico Ki-en-gi[r]): indicante l'attuale parte meridionale dell'Iraq (da tener presente che il Golfo Persico aveva, nei millenni precedenti la nostra era, le sue rive poste ad alcune centinaia di chilometri più a Nord rispetto all'attuale posizione).
- Akkad (accadico; in sumerico Agade), dal nome della città fondata da Sargon: il territorio posto a Nord di Sumer.
- Assyria (greco antico; in accadico: Aššūr, dal nome della sua città principale): territorio posto tra l'attuale città di Baghdad e la zona montuosa che si eleva al confine tra l'attuale Siria e la Turchia.
- Babylōnía (greco antico; in accadico Bābilāni, da Bābili, Babilonia, la città amorrea fondata nel XIX secolo a.C.): la zona compresa tra l'attuale Baghdad e il Golfo Persico.

Va tenuto presente, tuttavia, che le due ultime designazioni di "Assyria" e "Babylonia" emergono non prima del XVIII secolo a.C.
I confini della Mesopotamia furono, nel corso dei secoli o di volta in volta, i Monti Zagros, l'Urartu (oggi Armenia), le regioni occupate dagli Ittiti (l'attuale Turchia), l'area della Siria-Palestina, l'Egitto, la Susiana, l'Elam, la regione degli Urriti (Ḫabūr, Subartu) e la Persia.

## Le origini

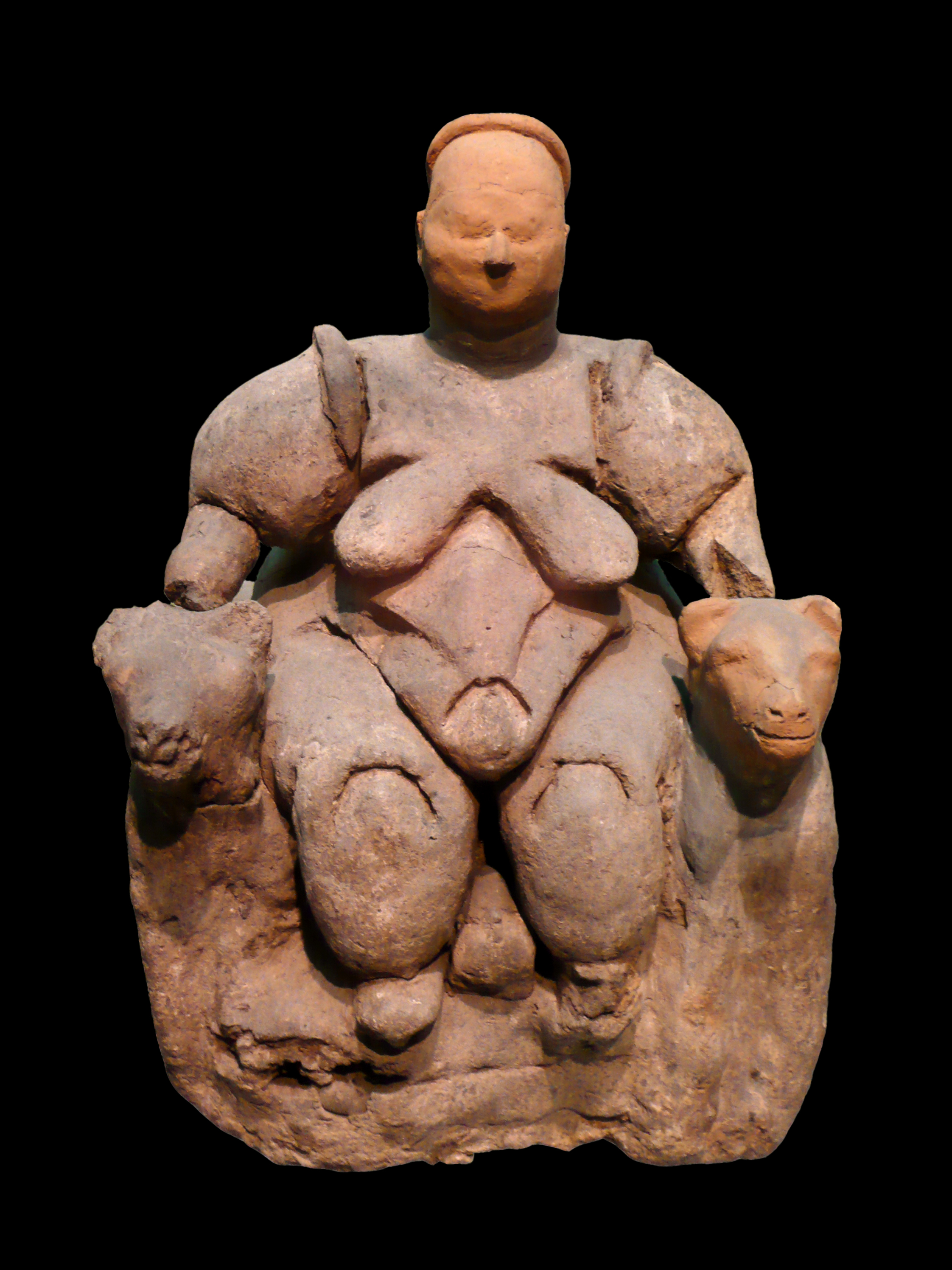
Sopra, la "Dea Madre" e "Signora degli animali", seduta e partoriente, da notare la testa del bambino che esce dalle gambe, con accanto due leopardi (o pantere): originariamente da Çatalhöyük è un reperto neolitico (6000-5500 a.C. ca.), oggi al Museo della Civilizzazione Anatolica, Ankara.

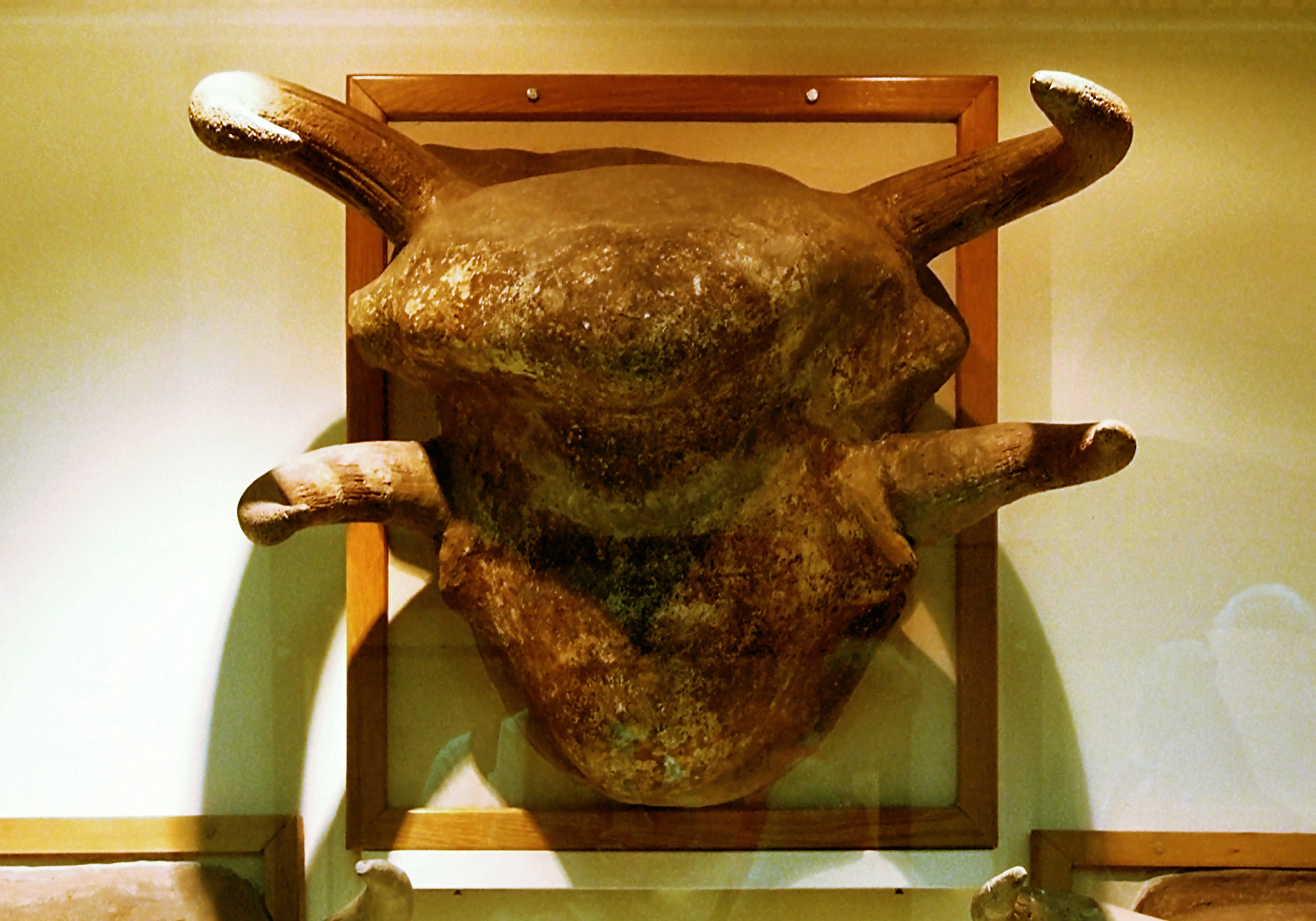
Bucranio (Neolitico). Dal sito Çatalhöyük, oggi al Museo della Civilizzazione Anatolica, Ankara.

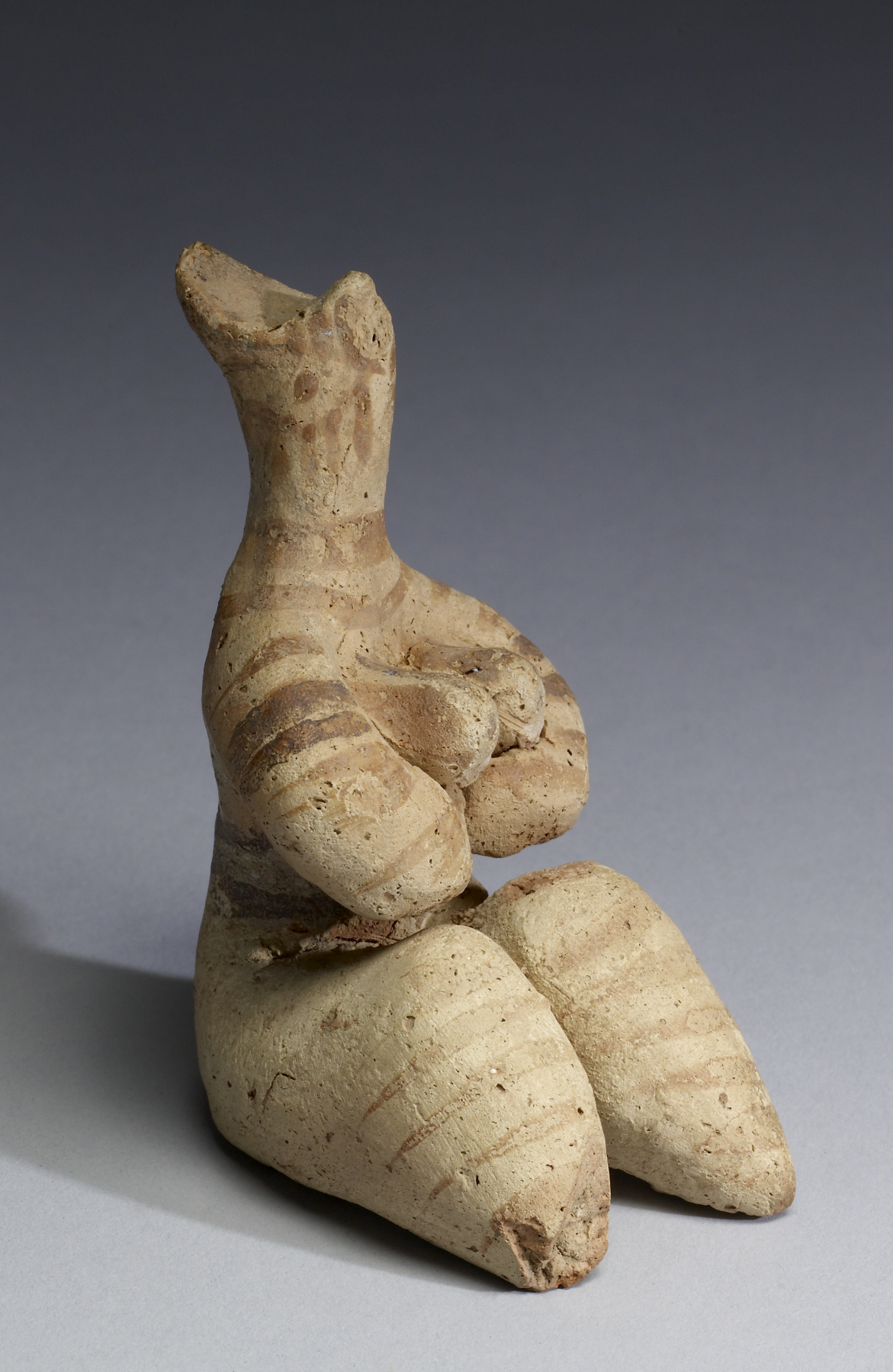
Figura femminile da Tell Ḥalaf (5000-4500 a.C.), conservata al Walters Art Museum di Baltimora (Maryland), negli Stati Uniti.

### Paleolitico medio
Tra il 60000 e il 40000 a.C. sono attestate delle inumazioni nel Kurdistan iracheno, segnatamente nella caverna di Šanidar. Tali sepolture avvenivano nello stesso luogo dove la famiglia risiedeva e i corpi venivano inumati in posizione raccolta, su un fianco, e successivamente coperti di pietre. A Teshik-Tash il corpo di un adolescente è stato rinvenuto circondato da corna di capra. A volte le sepolture contenevano offerte.

### Neolitico
In questa fase preistorica (9000-5500 a.C.) gli uomini compiono quel decisivo passaggio dal modello nomadico della "caccia e raccolta" allo stato di produttori di cibo per mezzo dell'agricoltura e dell'allevamento di animali. Tale condizione li porta a una stabilizzazione in villaggi. Sono numerosi i luoghi in Mesopotamia attestanti questa "rivoluzione neolitica", sia nelle regioni centro-settentrionali che in quelle meridionali. Dal punto di vista religioso rilevante è il sito di Çatalhöyük in Anatolia che, ricorda Luigi Cagni, può valere anche per il resto della Mesopotamia. In tal senso, secondo lo studioso italiano, tale sito evidenzia tre espressioni della vita religiosa:
1. Il culto della "dea madre", con particolare riferimenti alla fecondità. Allo stesso modo vanno interpretate le figure di tori o montoni.
2. Il culto del toro (bucrani) relativo all'allevamento.
3. Il culto dei morti, che consiste nell'inumare i cadaveri dei parenti sotto il pavimento delle abitazioni o in santuari di tipo domestico. Per quanto attiene ai cadaveri, vi era l'uso di scarnificarne le ossa, raccoglierne i resti in tessuti, stuoie o pelli o ancora in vasi di ceramica; la creazione di modelli di teste umane, trattati con gesso e colori, onde venerare particolari membri della famiglia.

### Età del rame
Il Calcolitico (5500-3000 a.C.) vede consolidarsi le innovazioni proprie della rivoluzione neolitica. Accanto all'uso della pietra si inizia l'uso del rame. In questo periodo, probabilmente proprio in Mesopotamia, si ha l'invenzione dell'aratro (VI-V millennio a.C.) che si diffonderà progressivamente verso l'Europa e l'Egitto. Questi aratri preistorici erano molto semplici, costruiti interamente in legno con il solo vomere in pietra. L'Età del rame viene suddivisa, per quanto concerne la Mesopotamia, in cinque fasi:
1. Fase di Ḥassuna e Fase di Samarra (5500 a.C.-5000 a.C.). Questi due siti archeologici sono collocati in quella che poi risulterà essere la regione degli Assiri. Sono state rinvenute sepolture con oggetti, prova di credenze nell'oltretomba.
2. Fase di Tell Ḥalaf (5000-4500 a.C.). In questa località, situata nella parte nord orientale della Mesopotamia sono state rinvenute statuine in argilla della "dea madre", propria dei culti sulla fecondità.
3. Fase di Eridu (4500-4000 a.C.). La rivoluzione neolitica raggiunge ora l'estremo sud della Mesopotamia, creando villaggi nei pressi del Golfo Persico. Il contesto ambientale è tuttavia diverso e richiede la costruzione di canali per l'irrigazione.
4. Fase di ʿHubaid (4500-4000 a.C.). Anche il centro ʿHubaid si trova sulla riva settentrionale del Golfo Persico, questo centro è pressoché contemporaneo a quello di Eridu. In questo centro meridionale sono state rinvenute statuine di terracotta e possibili ambienti templari con fondamenta in pietra.
5. Fase di Uruk e Fase di Gemet Naṣr (3500-2800 a.C.). La città di Uruk era la più imponente sede civile e religiosa di questo periodo che ci ha consegnato la più antica forma di scrittura, affermandosi come primo centro della c.d. "rivoluzione urbana".

## Il culto religioso

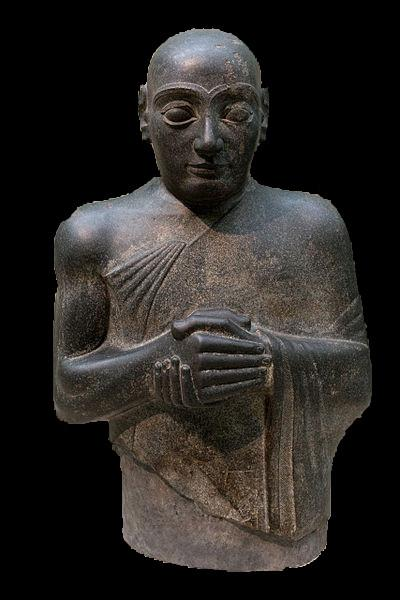
Busto in diorite risalente al XXII secolo a.C., proveniente forse da Girsu e conservato presso il British Museum di Londra. Il busto, alto 74 cm, rappresenta un dignitario nella postura orante di fronte alla divinità. La testa calva lo identifica probabilmente come un sacerdote.

### L'uomo creato per servire gli dèi e la sua "civiltà" è frutto del dono divino
Fin dai primi testi sumerici la nascita dell'intelligenza nell'uomo, e quindi della civiltà sulla terra, questa caratterizzata dall'abbandono della vita nomade con la fondazione delle prime città, viene interpretato come frutto di un intervento divino.
Come detto, gli dèi creano l'uomo con lo scopo di affidargli il loro posto per il servizio divino, per il servizio agli stessi dèi: l'uomo, per il mondo religioso mesopotamico, è stato quindi creato al solo scopo di servire gli dèi per mezzo del culto.
Ma in principio gli dèi non hanno ancora creato l'agricoltura e l'allevamento e loro stessi vivono in uno stato "naturale", allo stesso modo gli uomini non sono ancora in grado di coltivare la terra (cereali, grano; cuneiforme: ; sumerico: ezina, ezinu; accadico: ašnan), né di allevare il bestiame (pecore; cuneiforme ; sumerico: U8; accadico: immertu) e non hanno di che coprirsi, mangiando erba e bevendo nelle pozze, vivono nudi.
Così in un testo datato all'inizio del II millennio redatto in lingua sumerica, di cui si conservano i frammenti di sette testimoni:
2.	ud an-ne2 da-nun-na im-tud-de3-eš-a-ba

3.	mu dezina2 nu-ub-da-tud-da-aš nu-ub-da-an-sig7-ga

4.	kalam-ma gu duttu nu-ub-da-an-dim2-ma-aš

5.	duttu-ra temen nu-mu-un-na-sig9-ga-aš

6.	u8 nu-e3-a sila4 nu-šar2-ra

7.	ud5 nu-me-a maš2 nu-šar2-ra

8.	u8-e sila4 2-bi nu-ub-tu-ud

9.	ud5-e maš2 3-bi nu-ub-tu-ud

10. 11.	mu dezina2-dku3-su3 du8-bi-da-ke4
da-nun-na diĝir gal-gal-e-ne nu-mu-un-zu-uš-am3»
2. An ebbe messo al mondo gli Anunna,

3. Non mise al mondo nello stesso momento, né fece apparire cereale (Ašnan)

4. Né creò nel paese i fili di Uttu

5. Né le preparò un telaio (?)

6. Poiché la madre Pecora non esisteva ancora, gli agnelli non si moltiplicavano;

7. Poiché la madre Capra non esisteva ancora, i capretti non si moltiplicavano:

8. Nessuna pecora per mettere al mondo i suoi due agnelli;

9. Nessuna capra per mettere al mondo i suoi capretti!

10. 11.Poiché gli Anunna, i grandi dèi, ignoravano sia Cereale-la generosa, sia la madre Pecora, non esisteva né grano né segusu»
(Prologo della tenzone "Cereale contro Bestiame minuto", 1-11; traduzione Kramer, p.544)
17. duttu nu-ub-tu-ud men nu-il2»
17. E, poiché Uttu non era stata messa al mondo, non si portava neppure il perizoma!»
(Prologo della tenzone "Cereale contro Bestiame minuto", 16-17; traduzione Kramer, p.544)
A questo punto gli dèi decidono di creare, per loro, la madre Pecora e il Cereale e, dopo aver consegnato agli uomini il  "soffio di vita" (nam-lu2-ulu3 zi šag4 im-ši-in-ĝal2; soffio vitale: zi-šag-ĝal, cuneiforme: ), il dio Enki chiede al re degli dèi, Enlil, di donare quella loro creazione anche agli uomini. Così la madre Pecora e il Cereale discesero dal Santo monte (du6-kug; cuneiforme: ) tra gli uomini (linea 48: u8 dezina2-bi du6 kug-ta im-ma-da-ra-an-ed3-de3).
Allo stesso modo in un altro testo, sempre in sumerico e datato inizio II millennio di cui si conservano frammenti di una decina di testimoni, il re degli dèi, Enlil, inventa la "zappa" (sumerico: al; accadico allu; cuneiforme: ) e, fissando le prestazioni di lavoro, la consegna agli uomini determinandone il destino:
8. ĝišal-e mu-un-ĝar ud al-e3

9. eš2-gar3 mu-un-du3 nam al-tar-re»
8. E ne fece una Zappa, e il giorno seguente

9. Egli istituì le prestazioni di lavoro, fissando così il destino (degli uomini a venire)»
(L'invenzione della Zappa, 7-9; traduzione Kramer, p.541)

### IMee il "destino" (nam) degli uomini
Inoltre, tutto il cosmo, quindi anche il mondo degli uomini, i loro ruoli nella società, la loro storia, le loro attività, sono impregnati e determinati dalla presenza o, alternativamente, dall'assenza dei Me (cuneiforme: ), ciò che rende conforme a ciò che deve essere. Esistere, vivere in armonia con i Me significa operare "correttamente", essere nel "bene", svolgere il proprio destino e quindi risultare distanti dal "male" e dal "disordine".
Ogni cosa, presenza, essenza dell'universo, quindi anche l'uomo, è iscritta anche nella Tavola dei Destini (in lingua accadica: ṭup šīmātu, ṭuppi šīmāti; sumerico: DUB.NAM.(TAR).MEŠ) consistente in una tavola (accadico: ţuppu; sumerico: DUB, cuneiforme: ) scritta in cuneiforme  e contenente il "destino" (šīmtu, in sumerico: NAM, anche NAM.TAR, cuneiforme: ), quindi, il futuro dell'intero Cosmo e di ogni suo componente, garantendone il corretto svolgimento.
Creato per servire gli dèi, i quali non solo gli hanno donato l'intelligenza, ma anche la civiltà, segnato sulla Tavola dei Destini e costantemente sollecitato a rispettare i Me, ovvero a rendere tutto conforme a ciò che "deve essere", quindi a esprimere un costante culto agli dèi, pena il disordine, la sofferenza, la morte, all'uomo non resta che impetrare il favore divino, quindi un proprio destino favorevole, evitando le punizioni degli dèi.

### Il male, la colpa, il peccato dell'uomo e le punizioni e il perdono da parte degli dèi: preghiere e lamentazioni

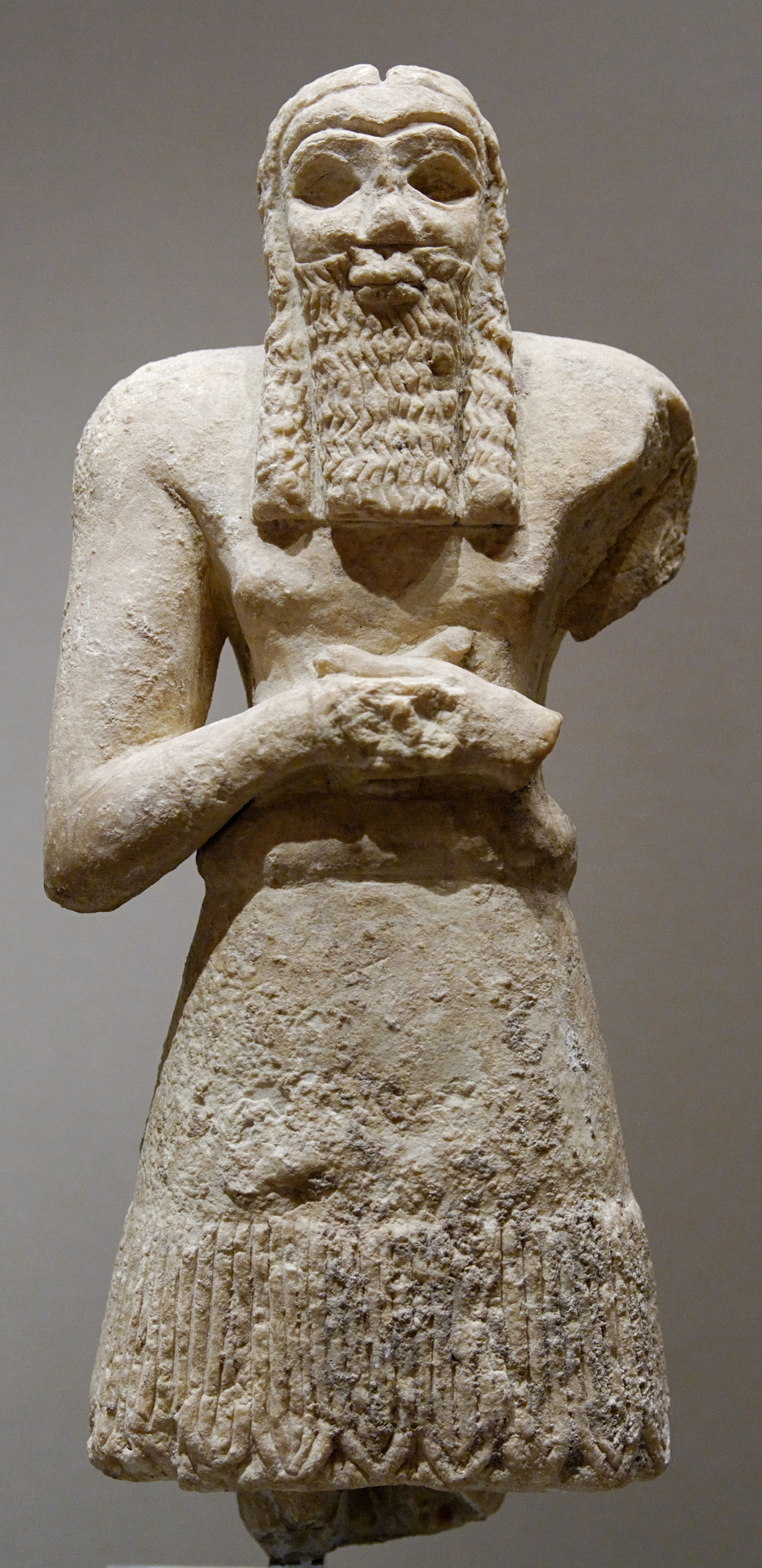
Statua di "fedele"orante, proveniente dalla valle del Diyala e risalente al 2700 a.C., oggi conservata al Museo del Louvre (Parigi). Le mani unite e la grandezza sproporzionata degli occhi hanno lo scopo di cercare, e quindi di ottenere, un legame intimo con la divinità con cui questa rappresentazione del "fedele" cerca di comunicare.

chi c'è che abbia osservato i precetti ininterrottamente?

L'umanità, quanta mai sia, ha esperienza del peccato!

Io, tuo servo, ho peccato in tutto!

(nonostante che) mi portassi alla tua presenza, non ti cercavo in sincerità

Ho detto menzogne, ho perdonato i miei peccati;

ho pronunciato parole offensive, cose che tutte sai!

Sono venuto meno al tabù del dio, mio creatore,

ho calpestato ciò che è (in) abominio (al mio dio), ho commesso il male.»
(Preghiera di riconciliazione (dšà-dib-ba; "(preghiera per placare) un dio irato"), in lingua accadica, fonte: KAR 45, linee 3-11, traduzione in italiano di Castellino, p.347)
Il mondo degli uomini è dunque governato dagli dèi, conformemente ai Me. Agli uomini è destinato il compito di servire gli dèi, e quando gli uomini si ribellano al loro destino ecco questi ultimi scatenare il Diluvio universale per punirli (cfr. il mito di Atraḫasis; ma anche la Lamentazione in lingua sumerica sulla distruzione di Ur).
Non vi sono solo "colpe" collettive da parte dell'umanità, anche i singoli uomini posso violare il proprio destino, quindi il proprio compito, e scatenare la punizione divina.
Per quanto Giovanni Pettinato abbia escluso i Sumeri dall'ambito della nozione di "peccato" e della sua retribuzione post-mortem, resta che anche questo popolo, come i Semiti, conservino la nozione di "male" espresso, tra gli altri, con il termine  nig2-ḫul (accadico: lemuttu; cuneiforme: ), e di "ingiustizia", "trasgressione" espresso, tra gli altri, con il termine di nam-tag-ga (accadico: arnu; cuneiforme: ).
Nota Luigi G. Cagni:
(Trattato di antropologia del sacro, vol. 5, p. 45)
Tale colpa, consapevole o inconsapevole, poteva essere causa dell'abbandono del favore divino o anche della punizione, individuale o collettiva, da parte degli dèi.
La liberazione da questa colpa, ovvero il perdono degli dèi, era frutto innanzitutto della loro "confessione" pubblica: in Babilonia era lo stesso re a praticare a la confessione durante il quinto giorno della festa dell'Akītu. Seguivano le lamentazioni (accadico: šigû), invocazioni di clemenza e di dolore (aḫulap, in sumerico: aya), prostrazioni (labān appi) con il fine di placare la collera divina.
La preghiera (tra gli altri il sumerico siškur2; accadico: karābu; cuneiforme:  ), sia pubblica che privata, possedeva, dunque, un ruolo fondamentale nelle religioni mesopotamiche.

### Le manifestazioni cultuali

#### Il tempio

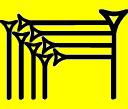
Segno cuneiforme per il sumerico é (e-_{2}), lett. "casa", quindi "casa" di un dio, "tempio". In accadico: bītu; assiro: bētu.

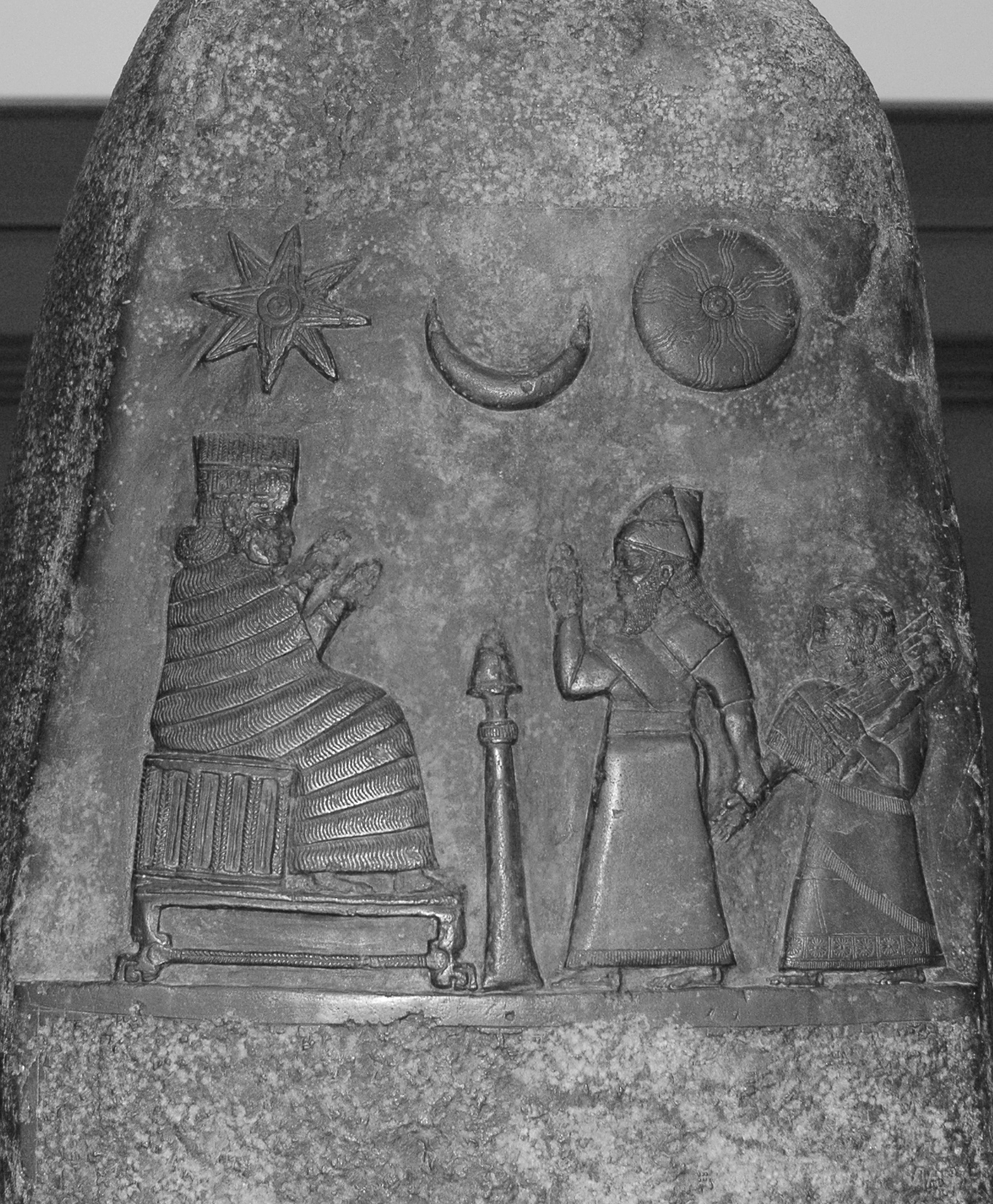
Stele conservata al Louvre.

Il tempio mesopotamico è la "casa" del dio. Tale "casa" è stata costruita dall'uomo, in qualità di suo servitore, ma il luogo e il tipo di "casa" sono sempre scelti dal dio che comunica i suoi voleri per mezzo di sogni o altre "ierofanie". Quindi il tempio è la casa dove il dio ha scelto di vivere, la stessa collocazione del trono del dio all'interno dell'area templare avviene per scelta divina, comunicata per mezzo di una ierofania. L'area in cui il dio si manifesta sul trono (sumerico: unu6; accadico: mākalû, mūšabu; cuneiforme: ) è l'area più sacra del tempio mesopotamico, dal basamento del trono (sumerico: du; accadico:  diʾu; cuneiforme: )  si sviluppa tutto l'impianto templare .
Da questo punto, sacro in senso assoluto, promuove il servizio di culto che corrisponde alla tavola delle offerte (sumerico: banšur; accadico: paššūru; cuneiforme: ) posta di fronte alla statua in cui il sacerdote, con meticolosi atti rituali, versa le libagioni (probabilmente diverse a seconda della divinità).
Solo qui l'uomo può incontrare il suo dio e tale incontro è il solo consentito dalla divinità. Il podio del trono è pendente verso la parte finale del tempio di modo che l'uomo non possa valicare oltre lo spazio sacro e, quindi, resti confinato nei suoi limiti, gli unici consentitigli dalla divinità.

#### I sacerdoti

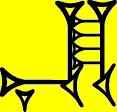
Segno cuneiforme per il sumerico en, sacerdote; accadico: entu, enu.

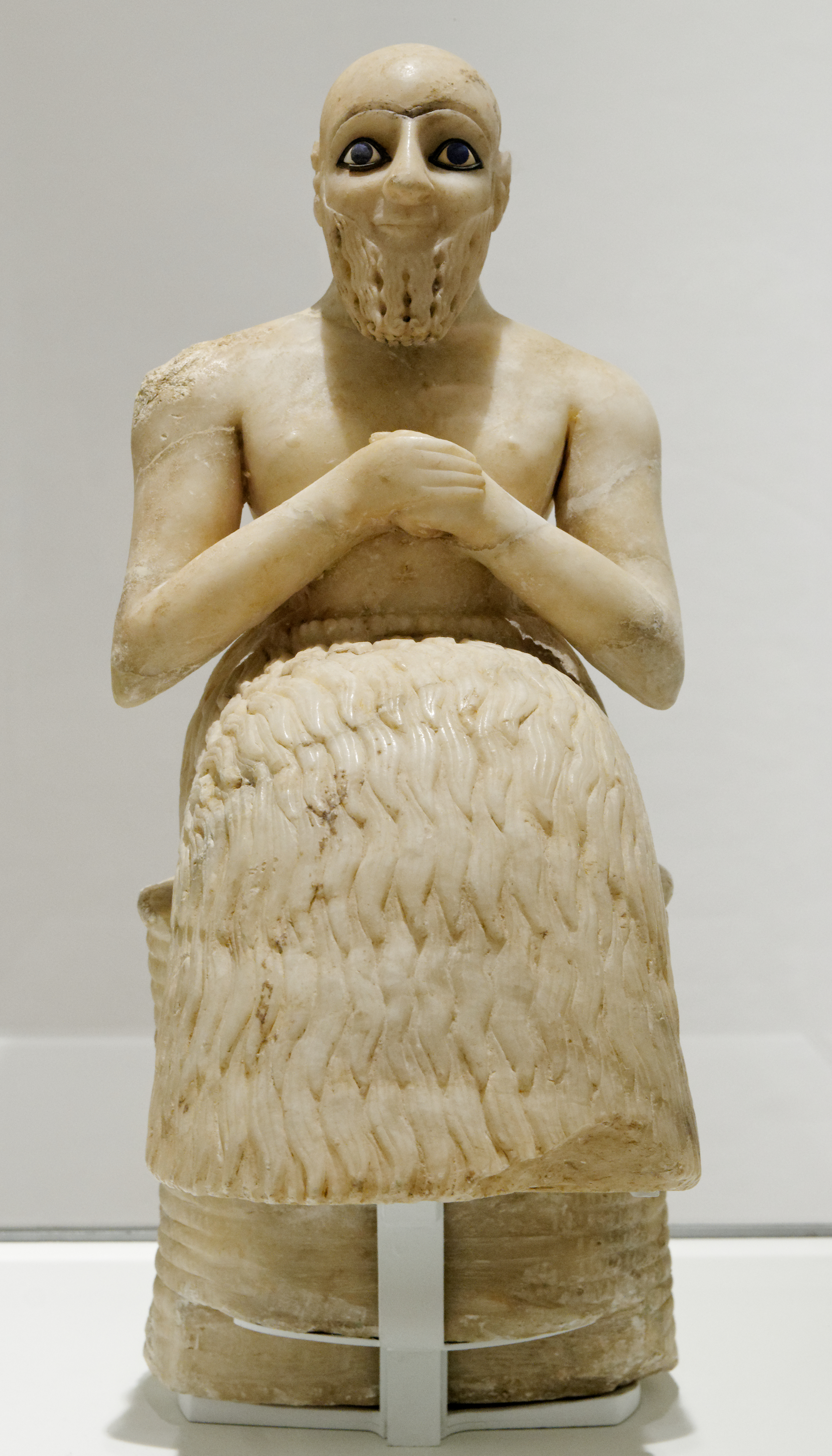
Statua di Ebil-il, alto sacerdote del tempio di Ištar, luogo tra le cui rovine è stata rinvenuta la statua, nella città di Mari. Risalente al XXV secolo a.C. è oggi conservata al Museo del Louvre di Parigi. Lo stato sacerdotale di Ebil-il (il nome è inciso sulla statua) emerge dalla testa "calva", tipica dei sacerdoti dei templi. Ebil-il, vestito con una gonna di pelle di pecora, siede su un cesto di canne, le mani giunte ne indicano la postura "orante". La statua, in alabastro, è alta 53 cm.

Servire il dio del tempio è compito di grande responsabilità e prestigio, in genere i sacerdoti vengono formati nelle scuole scribali (sumerico: e2-dub-ba; accadico: bīt ţuppi; cuneiforme: ) ospitate nei complessi templari, che fungono anche da centri intellettuali e teologico-sapienziali.
Il sacerdote svolge quindi il doppio ruolo di funzione sacra e amministrativa, doppio ruolo che viene espresso con il termine sumerico di saĝĝa (anche sanga; in accadico: šangû; cuneiforme: ).
La funzione più elevata in un tempio viene svolta dal sacerdote ( en, sacerdote; accadico: entu, enu; cuneiforme: ), ma vi sono anche gli indovini divisi in diverse categorie, la più nota delle quali è indicata con il termine accadico di  bārû (sumerico: uzu2; cuneiforme: ).
Come ci sono  gli "scongiuratori"  (šim-mu2; accadico: ašīpu; cuneiforme: ); gli addetti ai lavacri e alle purificazioni delle statue e degli ambienti sacri (sumerico: išib; accadico: pašīšu cuneiforme: ); i cantori delle lamentazioni (sumerico gala; accadico: kalû; cuneiforme: ).
Vi erano anche dei sacerdoti dedicati come gli assinnu (cuneiforme: ), i cinedi addetti al culto della dea Ištar; oppure le sacerdotesse dette le "sterili" (accadico: nadītu; cuneiforme: ) in quanto non si maritavano e non generavano figli, vivendo insieme in "monasteri" detti gagû (accadico; cuneiforme: ).

#### Riti e liturgie
Le liturgie nel mondo religioso mesopotamico, con i suoi imponenti santuari, sono attività quotidiane e consistono nella recitazione di inni e lamentazioni per comunicare con il dio impetrandone la compassione. Tali riti erano soventemente accompagnati da musiche di arpe, flauti, timpani e cetre, e dalle relative danze sacre.
Altro aspetto dei riti erano quelli connessi alla remissione dei peccati (i già citati nam-tag-ga /arnu) per mezzo della "confessione" pubblica degli stessi, accompagnati da un sacerdote e dalla recitazione di litanie penitenziali (lipšur), per mezzo anche di prostrazioni.
("Preghiera penitenziale" a Marduk; traduzione in italiano Castellino, 351)

## I Sumeri
Secondo Pettinato, i Sumeri non erano un popolo autoctono della Mesopotamia, ma migrarono nella parte meridionale di quella regione in un momento non precisato della preistoria, giungendo forse dalla Valle dell'Indo per via marittima. Liverani ritiene invece che questa migrazione non sia precisamente databile e che si tratti piuttosto di una lenta infiltrazione 
Il nome con cui indicavano sé stessi era "Teste Nere" (sumerico: sag-gi, sag-ge6-ga; accadico: şalmat qaqqadi; lett. "Teste Nere", a indicare i Sumeri o più generalmente l'"umanità"; cuneiforme: ), mentre il territorio da loro abitato veniva indicato con il termine di Ki-en-gi(r) ("Terra dei signori civilizzati"; cuneiforme:  ). Il termine sumer (šumeru), da cui Sumeri, non appartiene quindi alla lingua sumerica, ma a quella accadica.
Dal punto di vista storico la prima civiltà sumerica è attestata a partire dal 3000 a.C.. Questa civiltà si esprime attraverso un insieme di città stato che, pur condividendo lingua, cultura, pantheon e nozioni sul sacro, risultano rivali sia dal punto di vista politico che da quello religioso. Ogni città aveva la sua divinità "poliade", comprensiva della sua paredra e della sua corte di divinità-servitori. Tale gruppo religioso era ospitato in un preciso santuario che costituiva la reggia della divinità poliade, risultando essa il vero sovrano della città, il cui re umano ne era solo il rappresentante. Così, ad esempio, le tre divinità sumeriche principali, An, Enlil ed Enki erano rispettivamente le divinità sovrane delle città di Uruk, Nippur ed Eridu. Ne consegue che quando una città sconfiggeva un'altra, emergendo in modo egemonico sulla regione, si riteneva che al dio poliade della stessa fosse assegnato dal re degli dèi, Enlil, il governo del mondo.
Ciò premesso,
(Giovanni Pettinato, Mitologia sumerica, Torino, Utet, 2001, versione Mobi pos. 1087 di 11434)

### L'origine del cosmo e degli dèi. La creazione dell'uomo

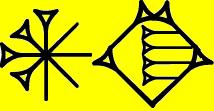
Segno cuneiforme per An-Ki: Cielo-Terra, a significare l'Universo.
Nella cultura religiosa mesopotamica la nascita dell'universo è determinata dalla separazione del Cielo (An,) dalla Terra (Ki,):
Separazione che in un testo sumerico datato all'inizio del II millennio a.C. vien attribuita a un atto del dio Enlil:
Questi testi sumerici risalgono a partire dal XX secolo a.C. (Ur III), anticipando quindi di circa quindici secoli il testo ebraico del Bereshìt (בראשית, "Principio", in italiano anche "Genesi") contenuto nella Bibbia, il quale reciterebbe:
Infatti, secondo gli studiosi, il termine ebraico ברא (bara) andrebbe reso, in questo contesto, come "separare" piuttosto che "creare". Il primo a concepire la "creazione" dal "nulla" (creatio ex nihilo) fu infatti l'apologeta cristiano del II secolo Taziano (probabilmente con una lettura radicale del testo conosciuto in greco dei Maccabei II, 7,28) e tale intervento lo si riscontra nel suo Discorso ai Greci (V,3). Più chiaro Teofilo nel II libro Ad Autolico. Gli altri autori cristiani del periodo, compreso Giustino (Apologia I, 10) e Atenagora (Supplica, 19, 1, 4), consideravano ancora la materia informe coesistente a Dio. Successivamente, a partire da Maimonide, anche l'ebraismo iniziò a rendere il lemma ברא come "creare" anziché "separare", seguito in questo anche dall'islām che ne fece un punto dell'ilm al-kalām.

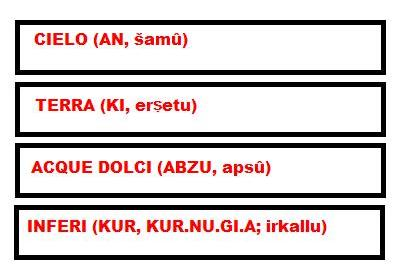
Le quattro regioni dell'universo (sumerico: an-ub-da-limmu-ba; accadico: kibrāt arbāʾi) nella cosmologia mesopotamica. Da tener presente che i nomi riportati in parentesi (maiuscolo per il sumerico, minuscolo per l'accadico) per quanto inerisce alle regioni della "terra" (superficie terrestre) e agli Inferi (regione dei morti e delle divinità infere) sono più numerosi e spesso sovrapponibili tra i due livelli. La superficie terrestre nasconde nelle sue profondità un livello di acque dolci primordiali, sotto cui si pongono le regioni infere (per i Sumeri, a differenza degli Accadi, gli Inferi potevano anche collocarsi in una regione di superficie). Sopra ogni cosa si colloca la regione celeste che nelle successive teologie sarà a sua volta suddivisa in: Cielo, Cielo di Mezzo e Cielo di An. Gli altri nomi sumerici per Terra e Inferi sono: a-rá, arali, bùr, ganzer, idim, ki, kir5, kiš, kur, kur-gi, lam/lamma, lamḫu, uraš, urugal/erigal. Gli altri nomi accadici sono: ammatu, arali/arallu, danninu, eršetu, kanisurra, irkalla, kiūru, lammu, qaqqaru.

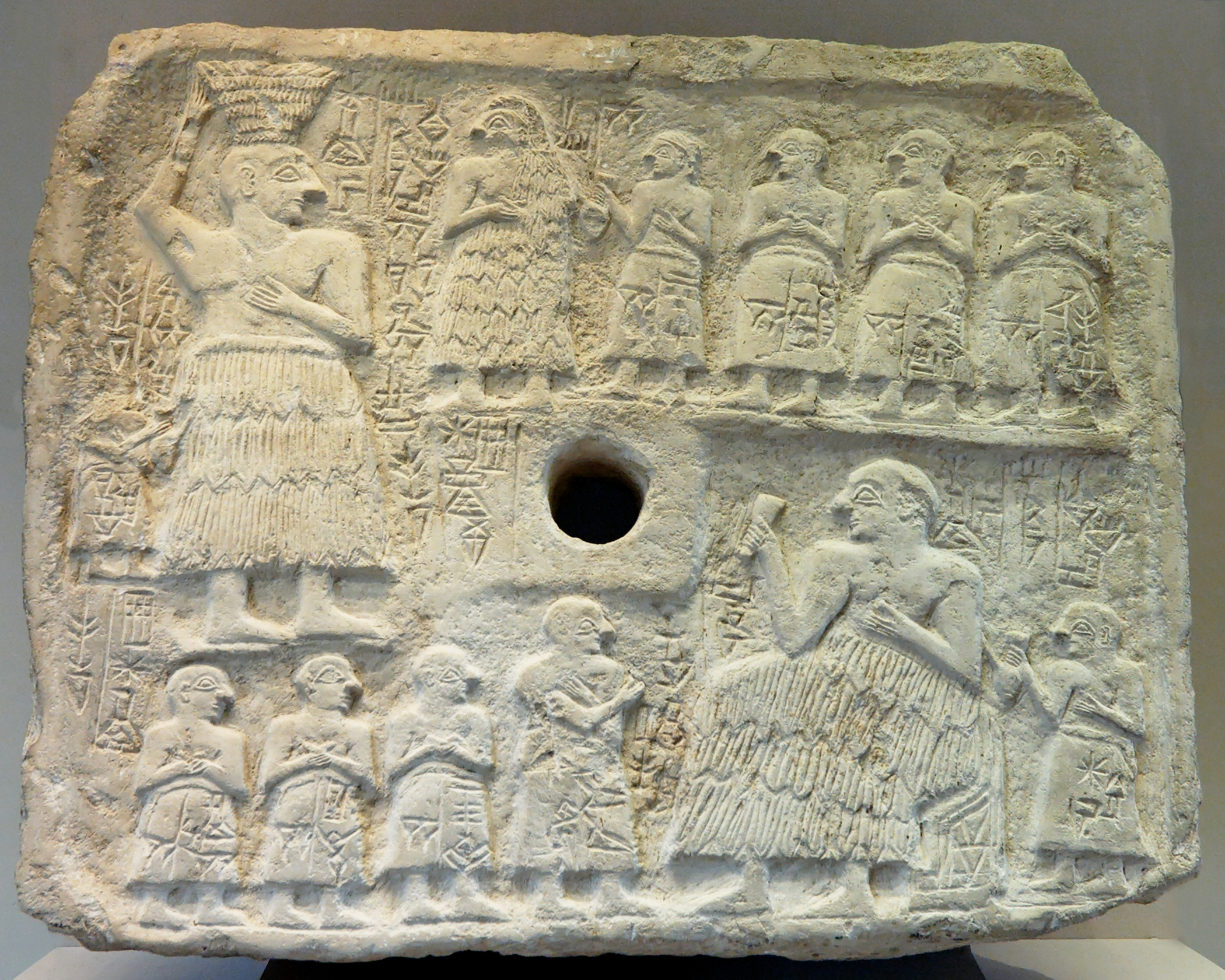
Rilievo votivo, forato (in quanto applicato per mezzo di un chiodo alla parete del tempio), in calcare (cm 39 x 47), proveniente da Ḡirsu (nel distretto di Lagaš), risalente al XXV secolo a.C., conservato nel Museo del Louvre (Parigi). Nella parte superiore del rilievo il re Ur-Nanše è la figura principale a sinistra che porta una grande cesta sul capo, e viene quindi indicato nella rappresentazione tradizionale di "costruttore di templi". A seguire, il suo erede, il principe Akurgal, che precede una serie di figure con le mani giunte tipiche dei fedeli. Nella parte inferiore, la figura principale seduta è sempre Ur-Nanše, rappresentato a destra mentre banchetta per festeggiare l'avvenuta costruzione del tempio. Di fronte a lui, come nella parte superiore, si pone l'erede Akurgal seguito dai fedeli. L'identificazione dei personaggi è possibile grazie alla presenza di indicazioni scritte in cuneiforme.

(Gilgameš, Enkidu e gli Inferi (versione di Nibru/Nippur in sumerico: ud re-a ud su3-ra2 re-a; lett. In quei giorni, in quei giorni lontani) 1-20. Traduzione di Giovanni Pettinato, in La Saga di Gilgameš, p. 362-363.)
(Il poema della zappa, 1-6. Traduzione di S. N. Kramer, p. 541)
(Bereshìt, 1,1)

#### L'origine degli dèi
Le divinità sumeriche sono immortali, ma non eterne, esse hanno quindi origine e su questa, raramente indagata, hanno risposto due differenti scuole teologiche sumeriche quella di Eridu e quella di Nippur.
- La teologia della scuola di Nippur. Una teologia relativa a questo centro religioso, sotto la divinità tutelare di Enlil, vuole che prima che venisse ad essere il dio An (Cielo) e la dea Ki (Terra) esisteva in un luogo indicato con il nome di uru-ul-la (lett. "città antica": cosmo embrionale), uno stato potenziale di vita, in cui sussistevano un insieme di coppie di divinità dette "padri e madri" i cui epiteti sono en (signore, cuneiforme: ) e nin (signora, cuneiforme: )[26]. Da questo mondo embrionale di coppie divine furono generati An e Ki (Cielo e Terra). Da An e Ki nacque Enlil, il sovrano degli dèi; mentre da An e Nammu (dea dell'acqua fluttuante, Abzu) nacque Enki, il dio dell'acqua dolce sotterranea. Sono quindi tre i principi teogonici e cosmogonici originati dal "cosmo embrionale": il Cielo, la Terra e l'Acqua.

Il "modello di Nippur" esprime quindi:

''uru-ul-la''

("cosmo embrionale")

An <-> Ki (vedi An-Ki)

Urash (Ki) <-> An <-> Nammu

Enlil - Enki
- La teologia della scuola di Eridu. La teologia originata da questo centro, sotto la divinità tutelare di Enki, è raccolta nel testo, decisamente più tardo e in lingua semitica dell'Enûma Eliš, di cui sono note alcune versioni. Questa opera racconta che dall'incontro tra Tiamat (questo nome deriva dall'accadico tâmtu, tâmdu, tiāmatu, col significato di "mare", "acqua salata"; sumerico ab; cuneiforme: ) e Abzu (sumerico; in accadico: Apsū; cuneiforme: ; col significato di "acqua dolce" sotterranea), ovvero il principio divino dell'Acqua salata e il principio divino dell'Acqua dolce fluttuante, unitamente a un non meglio definito mum (accadico: mummu)[27] nascono gli dèi e quindi i mondi.

(Tavola I, vv. 1-9)
Il "modello di Eridu" esprime quindi:

Abzu <-> Tiamat

An <-> Ki

Urash (Ki) <-> An <-> Nammu

Enlil - Enki

#### La nascita del mondo
Insieme ai tre principi primi cosmici: Cielo (An, cuneiforme: ), Terra (Ki, cuneiforme: ) e Acqua primordiale (Nammu anche Namma, cuneiforme: ; anche sumerico: engur; accadico: engurru), si colloca la Montagna (Kur, cuneiforme: ), dove ha origine la stessa vita.
(Gli dèi del cielo, gli dei della terra non esistevano ancora, datazione: Ur III; da Nippur. Traduzione: Römer)
Quindi si procede alla separazione tra il Cielo e la Terra. «È interessante notare che quasi tutti i miti cosmogonici sumerici iniziano con il descrivere la separazione del cielo e della terra effettuata da Enlil».
(Gilgameš, Enkidu e gli Inferi, 1-13 datazione: ; da: ricostruito da 37 documenti. Traduzione: Shaffer in Bottero/Kramer p. 509, completa in Pettinato Gil p. 362)

Dalla separazione di Cielo e Terra nasce il loro matrimonio e quindi la natura. 
(Prologo della Disputa tra albero e canna, 1-13 datazione: ; da: . Traduzione: Kramer in Bottero/Kramer p. 510, completa in Pettinato MS pos 1863)
(Signore del cielo e della terra, 1-15 datazione: 2500 a.C. ; da: Ebla. Traduzione: Pettinato; in Pettinato MS pos 2040)

#### L'origine dell'uomo e il suo destino
Sono sostanzialmente tre le tradizioni sull'origine dell'uomo, considerato in questo ambito religioso come l'apice della creazione.
- La prima tradizione, appartenente alla scuola teologica di Nippur, vede l'uomo nascere come una pianta, seminata dal dio Enlil (Il poema della zappa, inizio II millennio). L'uomo, così emerso, è come una bestia e quindi viene, in un secondo momento, dotato dello "spirito vitale" (zi-šag-ĝal, cuneiforme: ), inteso come "ragione", "intelligenza", di origine divina (Tenzone tra pecora e grano, testimoni in frammenti di sette esemplari, inizio II millennio).

(Il poema della zappa. Traduzione di Giovanni Pettinato, p. 321)
21.	ninda gu7-u3-bi nu-mu-un-zu-uš-am3

22.	tug2-ga mu4-mu4-bi nu-mu-un-zu-uš-am3

23.	kalam ĝiš-gen6-na su-bi mu-un-ĝen

24.	udu-gin7 ka-ba u2 mu-ni-ib-gu7

25.	a mu2-sar-ra-ka i-im-na8-na8-ne
[omissis]
35.	amaš kug-ga niĝ2 dug3-ga-ne-ne-še3

36.	nam-lu2-ulu3 zi šag4 im-ši-in-ĝal2»
(Tenzone tra pecora e grano. Traduzione di Giovanni Pettinato, p. 321)
- La seconda tradizione appartiene alla scuola teologica di Eridu. Essa propone, come la tradizione biblica ben più tarda, la formazione dell'uomo a partire dall'argilla con il dio Enki che gli infonde parte della divina  "saggezza" (ĝeštug, cuneiforme: ).

Il testo sumerico conosciuto come Enki e Nimaḫ (circa mezza dozzina di esemplari frammentari; inizio II millennio) narra come dopo la creazione dell'universo, le dee madri iniziarono a partorire. Per nutrirle, gli dèi dovettero sottoporsi al lavoro, con gli dèi maggiori che lo sovrintendevano, mentre gli dèi minori eseguivano i lavori pesanti. Gli dèi iniziano a lamentarsi della situazione mentre il dio Enki, a cui loro devono l'esistenza, dorme nel suo regno, l'Engur (il regno delle Acque sotterranee). Gli dèi attribuiscono la loro condizione ad Enki. La madre (ama sumerico, ummu accadico; cuneiforme ) di Enki, Nammu, dea dell'Acqua primordiale, si decide a comunicare al figlio le lamentazioni divine, invitandolo a creare un essere che potesse sobbarcarsi il faticoso lavoro degli dèi.
25.	ḫal-an-kug niĝin2 šag4 kuš2-u3-da-na ḫaš im-mi-/ni\-[ra]

26.	ĝeštug2 ĝizzal en3 tar […] nam-kug-zu mud me-dim2 niĝ2-nam-ma SIG7-EN SIG7-ḪI im-ta-an-e3

27.	den-ki-ke4 a2-ni ba-ši-in-de6 ĝeštug2 i3-ni10-ni10-e

28.	den-ki-ke4 mud me-dim2 ni2-te-a-na šag4-bi ĝeštug2-ta u3-mu-ni-de5-ge

29.	ama-ni dnamma-ra gu3 mu-un-na-de2-e

30.	ama-ĝu10 mud mu-ĝar-ra-zu i3-ĝal2-la-am3 zub-sig3 diĝir-re-e-ne keše2-i3

31.	šag4 im ugu abzu-ka u3-mu-e-ni-in-šar2

32.	SIG7-EN SIG7-ḪI im mu-e-kir3-kir3-re-ne za-e me-dim2 u3-mu-e-ni-ĝal2

33.	dnin-maḫ-e an-ta-zu ḫe2-ak-e

34.	dnin-imma3 dšu-zi-an-na dnin-ma-da dnin-barag  dnin-barag

35.	dnin-mug ddŠAR.ŠAR.GABA dnin-gun3-na

36.	tud-tud-a-zu ḫa-ra-gub-bu-ne

37.	ama-ĝu10 za-e nam-bi u3-mu-e-tar dnin-maḫ zub-sig3-bi ḫe2-keše2»
(Enki e Nimaḫ. Traduzione di Giovanni Pettinato)
- La terza tradizione si rifà a un testo bilingue (sumerico e accadico) rinvenuto nella presunta biblioteca del re assiro Tukulti-apil-ešarra I (1115-1077 a.C.)[40]. Da tener presente che il suo sumerico è piuttosto artificioso e che probabilmente la sua versione proviene dalla traduzione in questa lingua del testo in lingua accadica. L'opera non conosce il dio Marduk, ed è quindi probabilmente anteriore alle riforme religiose babilonesi. La teologia ivi contenuta risentirebbe quindi di un'influenza accadica: è l'unico testo antropogonico in cui la creazione dell'uomo richieda il versamento di sangue da parte di alcuni dèi. Il testo si avvia con la creazione del Cosmo per mezzo la separazione del Cielo e della Terra, quindi del dominio degli dèi Anunna[41] che stabiliscono le regole dell'universo. Allora il dio Enlil prende la parola e chiede loro cosa vogliano fare e questi rispondo al re degli dèi che vogliono recarsi nella cella del suo tempio (l'Uzuma di Duranki) e lì uccidere due dèi Alla: «affinché il loro sangue faccia germogliare l'umanità;/le corvée degli dèi sia il loro compito:/che egli prendano in mano la zappa e il canestro di lavoro,/...». Gli uomini creati per mezzo dell'argilla e del sangue degli dèi Alla verranno chiamati Ullegarra e Annegarra[42]. Anche in questa antropogonia, quindi, gli uomini vengono creati affinché sostituiscano gli dèi nel lavoro. Nota Giovanni Pettinato:

(Giovanni Pettinato, S, pp.324-5)

#### L'Aldilà

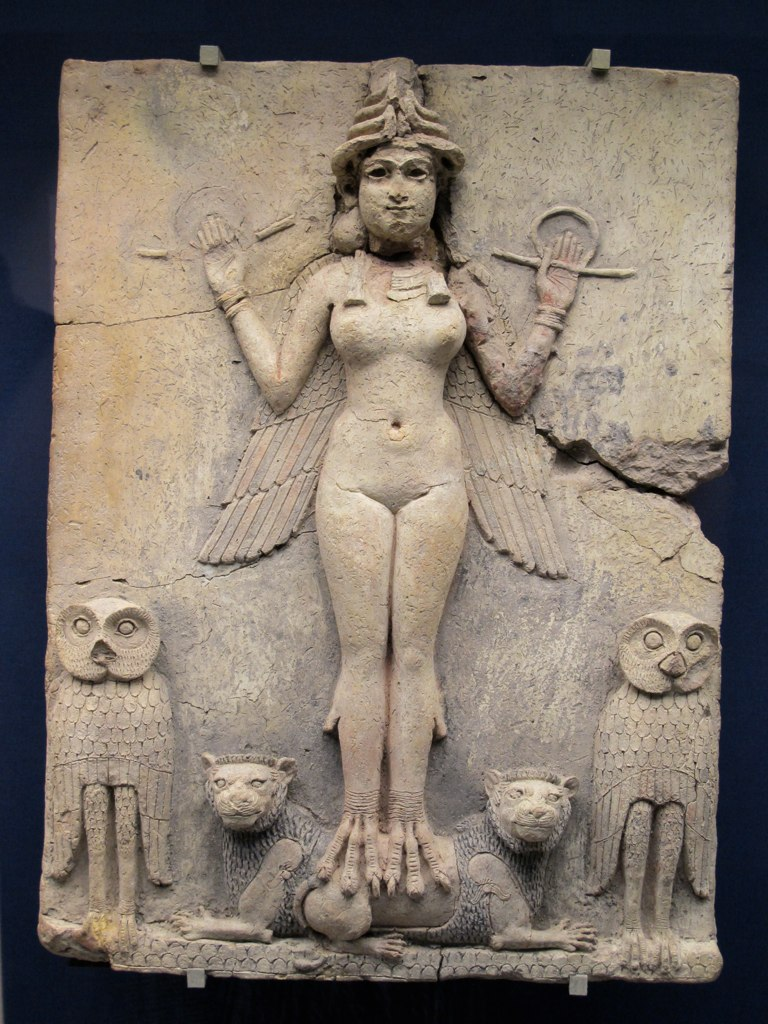
Il Rilievo Burney conservato al British Museum di Londra. Altorilievo in terracotta del XIX secolo a.C. Questa opera templare rappresenta probabilmente la dea guardiana degli inferi Ereškigal, sorella di Inanna/Ištar. La dea impugna il listello e la corda strumenti della giustizia.

Il cuneiforme  è uno dei segni cuneiformi che rende la nozione di "Inferi" qui intesi come mondo sotterraneo, luogo dove risiedono i morti. Tale segno cuneiforme indica anche la "montagna", ma in questo ambito è inteso come "fondamento" della "montagna": ciò che vi si nasconde "sotto", il luogo inferiore. La traslitterazione del segno cuneiforme  è kur in sumerico, šadû in accadico (semitico).
Altri nomi con cui i Sumeri indicavano il mondo dei morti sono, ad esempio: kur-nu-gi4-a ("paese del non ritorno", in accadico: erṣet la târi), igi-kur, kur-kur, arali, lamḫu, irkalla, ganzi, kukku, ki-gal; resi in accadico, quando non presi direttamente in prestito, tra gli altri, come irkallu o erṣetu,
I dati archeologici testimoniano della grande attenzione dei Sumeri rivolta ai loro estinti. Le tombe sono curate e i corpi sono circondati da doni, la loro posizione è come "dormiente" o raggomitolata come un "embrione": aspetti che indicano la credenza in un'esistenza dopo la morte. Tale esistenza infera è in un luogo, a volte individuato sotto l'(abzu, l'oceano di acqua dolce, il regno di Enki, su cui si poggia la terra) circondato da sette mura, dove regna sovrana la dea Ereškigal, coadiuvata da altri sette dèi (gli Anunna) e aiutata da un esercito di demoni incorruttibili. Chiunque entri negli Inferi non può più uscirne.
L'esistenza negli Inferi è piuttosto penosa e determinata non dal fatto che si siano commessi o meno dei "peccati" (nozione, quella di "peccato", sconosciuta ai Sumeri) quanto piuttosto dal modo in cui si è morti, dalle offerte che i vivi concedono loro, o dal numero dei figli generati in vita: più figli sono stati generati durante la propria vita e più la vita nell'Ade sumerico è "positiva". La peggiore condizione è riservata a coloro che sono morti in un incendio perdendo in questo modo il proprio corpo, essi non risiedono nemmeno negli Inferi.
244.	en3 tar-re im-mi-in-kuš2-u3-ne

245.	a2 aĝ2-ĝa2 kur-ra igi bi2-du8

246.	nu-uš-ma-ab-be2-en gu5-li-ĝu10 nu-uš-/ma-be2\-en

247.	tukum-bi a2 aĝ2-ĝa2 kur-ra mu-ra-ab-[be2-en]

248.	[za]-e tuš-a er2 ĝe26-e ga-tuš ga-/er2\

249.	[X] šu bi2-in-tag-/ga\ šag4-zu ba-e-ḫul2

250.	[…]-/ši?\-du-un bi2-in-dug4

251.	[… tug2 sumun]-/a\-gin7 uḫ bi2-in-/tag\

252.	[… ki]-in-dar-ra-gin7 saḫar-ra a-ab-si

253.	en-e u8 bi2-in-dug4 saḫar-ra ba-da-an-tuš»
—Io non te li dirò, amico mio, non te li dirò!

Se io infatti, ti dicessi gli ordinamenti degli Inferi,

allora tu ti siederesti e piangeresti. —Io voglio sedermi e piangere.

—Il mio corpo, al cui contatto il tuo cuore gioiva,

[...]”: disse:

“(il mio corpo) è mangiato dai vermi, come [un vecchio vestito].

[il mio corpo] è come una crepa della terra, pieno di polvere.

—Ahimè!”: il signore gridò, e si buttò nella polvere.»
(Gilgameš, Enkidu e gli Inferi (versione di Nibru/Nippur in sumerico: ud re-a ud su3-ra2 re-a; lett. In quei giorni, in quei giorni lontani) 244-254 (243-253). Traduzione di Giovanni Pettinato, in La Saga di Gilgameš, p. 376-377.)
Quindi gli Inferi sono oscuri, polverosi, luogo dove si aggirano assetati gli spiriti, le ombre dei morti (sumerico: gidim; accadico: eţemmu; cuneiforme: ). Negli Inferi regna sovrana la dea Ereškigal, accompagnata dal marito Nergal, la quale si limita a indicare il nome del morto, quindi senza emettere alcun giudizio, registrato su una tavola dalla dea Geštinana. Altre divinità dimoranti negli Inferi sono:  il dio Ningigzida, maggiordomo di Ereškigal, Pabilsaĝ suo amministratore, Namtar suo messaggero, e Neti il custode dei cancelli infernali.
Una particolare condizione riguarda i bambini, morti prima dei loro giorni (sumerico: niĝin3-ĝar; cuneiforme: ):
ĝišbanšur kug-sig17 kug-babbar lal3 i3-nun-ta e-ne im-di-e-ne»
(Gilgameš, Enkidu e gli Inferi (versione di Nibru/Nippur in sumerico: ud re-a ud su3-ra2 re-a; lett. In quei giorni, in quei giorni lontani) 300-301. Traduzione di Giovanni Pettinato, in La Saga di Gilgameš, p. 380.)

## Gli Accadi

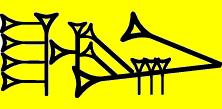
Segno cuneiforme per il sumerico lugal (lett. "grande uomo") e per gli accadici bēlu e šarru, con il significato di "signore", quindi di "re".

Con il termine "Accadi" (anche Akkadi) si indica quell'antico popolo parlante una lingua semitica che fa riferimento alla città di Akkad, capitale dell'impero "accadico" (da tener presente che la collocazione di questa antica città non è stata ancora individuata, anche se si ritiene possa essere nelle vicinanze dell'attuale città di Baghdad). Quest'ultimo, fondato dal re e condottiero Sargon (Šarru-kīnu, regno: ca. 2334-2279 a.C.), durò per circa un secolo prima di essere conquistato dal popolo montanaro (monti Zagros) dei Gutei.
Si conosce la figura di Sargon grazie a delle iscrizioni reali votive (spesso copie paleo-babilonesi), rinvenute nel santuario del dio Enlil a Nippur (l'E-kur). Le prime iscrizioni appellano Sargon come re di Kiš. Da questa città, secondo le iscrizioni, il re Sargon compie delle spedizioni verso il meridione, sconfiggendo Lugal-Zagesi (Lugalzagesi), il re sumero di Uruk, per poi sconfiggere gli altri ensi sumerici e quindi conquistare le città di Ur, E-ninmar e Umma. Sargon infine dichiara di aver sottomesso 50 ensi e di aver vinto 34 battaglie, fino a lavare le sue armi "grondanti di sangue" nel mare inferiore (il golfo Persico).
Dalla Lista Reale Sumerica è noto che Sargon, figlio di un coltivatore, era il coppiere del re di Kiš, Ur-Zababa, re che Sargon deve aver poi spodestato per usurparne il trono.
25. lugal-àm mu 25 ì-a5

26. 1 lugal

27. mu<bi> 25 ì-a5

28. unugki gištukul ba-an-sìg

29. nam-lugal-bi

30. a-ga-dèki-šè ba-túm

31. a-ga-dèki šar-ru-ki-in

32. .. ba-ni nu-giri12

33. qa-šu-du8 ur-dza -ba4-ba4

34. lugal a-<ga> deki lú a-ga-deki

35. mu-un-dù-a

36. lugal-àm mu 52 ì-a5»
(Lista Reale Sumerica, 25-36; Traduzione di Paolo Gentili)
Thorkild Jacobsen, e Gentili segue, ritiene invece che Lugal-Zagesi avesse precedentemente sconfitto Ur-Zubaba, distruggendo la città di Kiš: sarà quindi Sargon, condottiero del re di Kiš, a subentrare a questo sovrano sumero e quindi a sconfiggere successivamente Lugal-Zagesi, per poi ricostruire la città (questo spiegherebbe l'iscrizione, cfr. Poebel PBS IV,1 p. 176, che vuole Sargon rifondatore di Kiš).

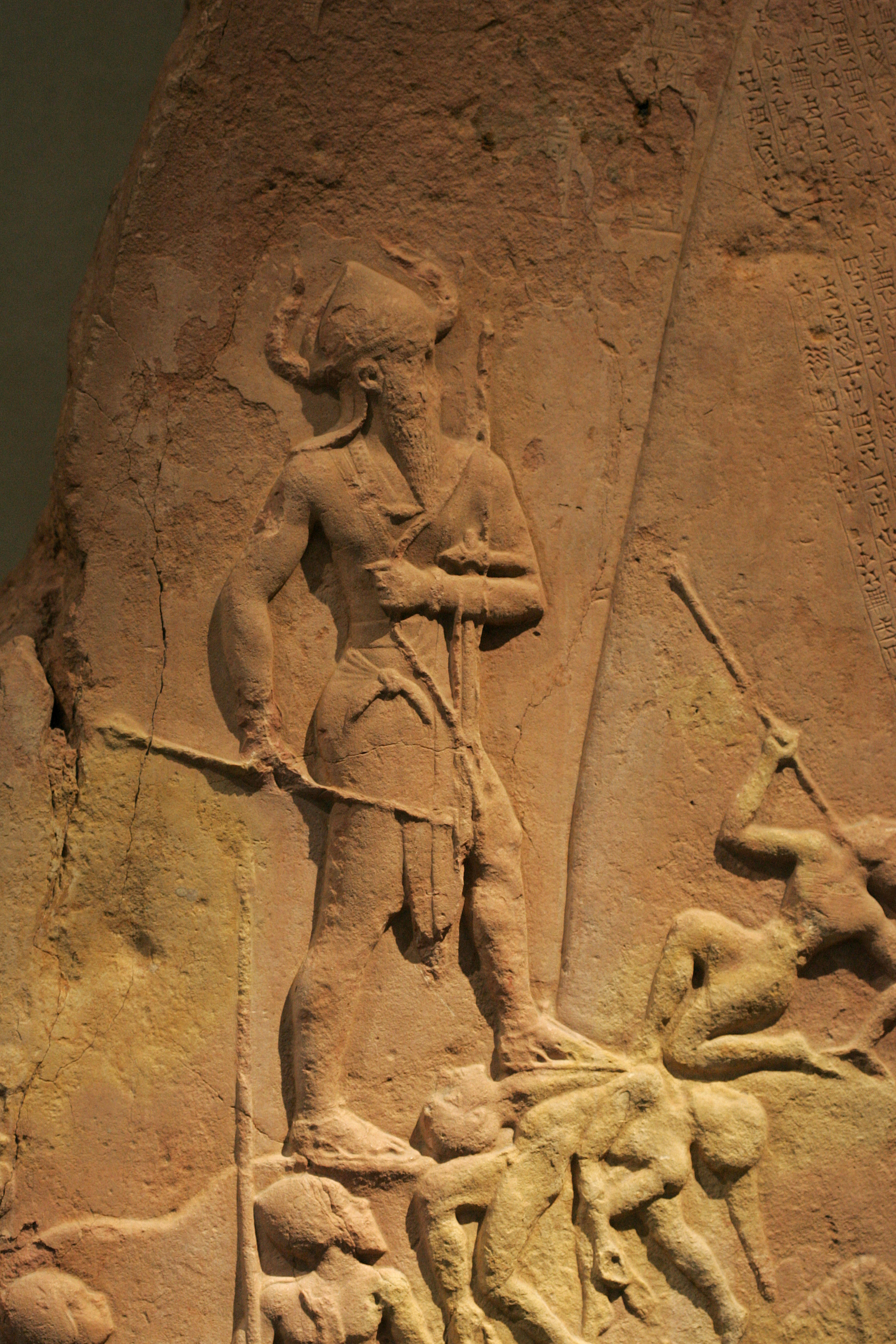
Particolare della "Stele della vittoria di Naram-Sin". Da notare il particolare copricapo del re Naram-Sin, una tiara con corna, simbolo, queste ultime, della divinità. Naram-Sin indossa un arco e impugna una freccia incedendo altero sui corpi dei nemici. Anche le dimensioni delle figure, testimoniata proprio da quella della freccia che ha ferito il guerriero nemico, mostrano la "grandezza" fisica sovrumana propria del sovrano accadico.

Di fatto, nel XXIV secolo a.C. e per un secolo, si assiste nella Bassa Mesopotamia a un deciso cambiamento storico: alla costellazione di città-stato (in quel momento dominate dal re sumero della città di Uruk, Lugal-Zagesi) si sostituisce un impero unificato, per mezzo di una guerra di conquista, da un re accadico (quindi semita).
La presenza dei Semiti nell'area della Mesopotamia è attestata sin dal periodo di Fara e Abu Salabikh (2600-2500 a.C.) e, dopo la scoperta di Ebla e della sua ormai evidente influenza, si ritiene che questa presenza possa essere ancora più antica. Di conseguenza, considerando che nemmeno i Sumeri erano degli indigeni della Mesopotamia quanto piuttosto giunti dal subcontinente indiano o dalla regione del Caucaso, si può ritenere che nella Mesopotamia dei primi secoli storici convivessero due etnie: i Sumeri e i Semiti, con i primi in qualità di minoranza etnica.
Il primo impero semitico fondato da Sargon parte dal golfo Persico, dove controlla le rotte commerciali che arrivano alla Valle dell'Indo, fino alla città di Tuttul, città situata a metà tra Akkad e Mari. Il successore e figlio di Sargon, Rimuš (regno: ca. 2278-2270 a.C.), doma una rivolta delle città sumere, rivolgendosi poi a oriente per combattere contro gli Elamiti. Anche il secondo figlio di Sargon, Maništušu (regno: ca. 2269-2255 a.C.), conduce delle campagne contro gli Elamiti, ma è con Naram-Sin (regno: ca. 2254-2218 a.C.), nipote di Sargon, che l'impero accadico raggiunge il suo apogeo, sconfiggendo gli Elamiti e conquistando la Susiana, distruggendo, a occidente, la ricca e importante città di Ebla.
La nozione di regalità accadica, e quindi del potere a essa sottesa, è tuttavia diversa da quella sumera. Nota infatti Liverani come il re degli Accadi affidi il proprio diritto e potere sulla propria forza eroica, piuttosto che giustificarli per mezzo dei conflitti tra le divinità poliadi delle diverse città, come accade invece per i re Sumeri. Con Naram-Sin questa sostanziale differenza tra Semiti e Sumeri raggiunge l'apice in quanto il sovrano accadico si indica e si titola come "dio", aggiungendo al proprio nome il determinativo divino dingir.
La divinità poliade della città di Akkad è la dea Ištar (in sumero: Inanna), dea della guerra e dell'amore fisico. Se le città sumere disponevano ognuna di altre divinità poliadi, era la città di Nippur che ospitava l'E-kur, il santuario del re degli dèi, Enlil, quel dio supremo che decideva di volta in volta a chi affidare la sovranità del mondo, questo spiega la ragione della grande attenzione dei re accadi nei confronti di questo particolare santuario che ospiterà i monumenti celebrativi delle vittorie accadiche come a indicare alle popolazioni sumere che questo dio ha affidato al re degli accadi il governo del mondo.
Liverani osserva anche come la figlia di Sargon, Enkeduanna (En-ḫedu-Anna; En-he2-du7-an-na), ricoprirà l'importante incarico di sacerdotessa del dio Nanna (accadico: Šin) presso il santuario sumero dell' E-kiš-nu-gal nella città di Ur, e come questo si incroci nel tentativo di investire del sacerdozio nel tempio di Ištar in Akkad una sumera. È evidente quindi il tentativo degli Accadi di creare un vero e proprio sincretismo religioso e politico con i Sumeri, nonostante le evidenti differenze linguistiche tra i due popoli. Tale sincretismo consistette anche nel trasferire nel pantheon mesopotamico di origine sumera quella trentina di divinità semitiche utilizzando gli stessi segni grafici delle divinità sumere considerate simili: questa operazione, tuttavia, marca una notevole differenza con i Sumeri i quali vantavano un pantheon di circa tremila divinità che evidenziava il loro considerare divino ogni aspetto del cosmo, a differenza quindi dei Semiti che invece sostenevano un mondo di potenze divine ben più limitato.

## I Babilonesi
(Codice di Hammurapi, (XLVH:59-78) trascrizione di M.E. J. Richardson, in  Hammurabi's Laws: Text, Translation and Glossary, London, T & T Clark International, 2004, p. 120)
(Dalla preghiera pronunciata dal šešgallu a Beltia (lett. ‘Mia Signora’ ovvero Ṣarpānītu, la paredra di Marduk), il 4º giorno di Nisannu, prima dell'alba. In Rituale dell'Anno Nuovo a Babel, 255-270 (262-277 sono qui omissis); traduzione di Giorgio R. Castellino pp. 735 e sgg.)

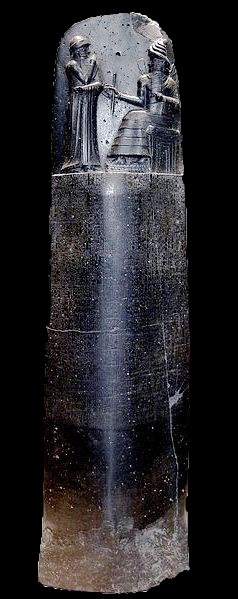
Il Codice di Hammurapi risalente al XVIII secolo a.C., rinvenuto a Susa è oggi conservato al Museo del Louvre di Parigi. Il Codice è alto 225 cm e il suo materiale è diorite. Originariamente posto nel santuario del dio Ŝamaŝ (dio Sole) a Sippar (l'E-babbar), fu trasferito a Susa dal re elamita Šutruk-Naḫḫunte II (1185–1155 a.C.) dopo le sue conquiste nel territorio di Babilonia. Vi erano copie del "Codice" anche nel tempio di Marduk a Babilonia (l'E-sagila) e in quello di Enlil a Nippur (l'E-kur).A sinistra, in piedi, è il re babilonese Hammurabi, il copricapo è di tipo neosumerico (a calotta), il braccio alzato indica la postura devozionale di fronte al dio Ŝamaŝ, potenza del Sole e della giustizia divina. Ŝamaŝ siede su un trono rappresentato da un tempio posto a Oriente, dove sorge il sole. Dalle spalle del dio sprigionano i raggi dell'astro, in mano tiene il listello e la corda simboli del giudizio e la sua tiara è adornata di corna, simbolo che ne indica la divinità. La stele presenta un'introduzione seguita da 252 norme, in questo modo questo "codice" intende diffondere l'immagine del sovrano che riceve le sue leggi dal dio della giustizia, indicandosi quindi come suo legittimo rappresentante in terra.

Con il nome di Babilonia (dal greco antico Babylōnía; in lingua accadica Bābilāni, da Bāb-ili; che rende il sumerico KA.DINGIR.RA, col significato di ‘Porta di Dio’ o "Porta degli Dei"), si indica quella città-stato amorrea fondata nel XIX secolo a.C. sulle rive dell'Eufrate.
Gli Amorrei sono quel popolo parlante una lingua semitica che, a cavallo del XX secolo a.C. e provenendo da Occidente, si infiltrarono e saccheggiarono le città neo sumere, provocando, unitamente al popolo dei Gutei proveniente da Oriente, il collasso della dinastia di Ur III.
Nel mosaico di piccole città-stato amorree collocate nella Mesopotamia centro-settentrionale appare quindi Babilonia, precedentemente una sede minore del regno neosumero di Ur III, conquistata nel 1894 a.C. dal condottiero amorreo Sumu-Album. Con il sesto re, proprio della dinastia fondata da Sumu-Album, Hammurapi (1792-1750), questa città-stato fa il suo ingresso come la più importante potenza regionale. In questo periodo sono sei le potenze che si contendono il controllo della Mesopotamia: Larsa, Babilonia, Ešnunna, Yamkhad (attuale Aleppo), Qatna e Aššur. Verso la fine del suo regno Hammurapi riesce, con alleanze subito sciolte, a sconfiggere le varie potenze concorrenti ottenendo infine l'unificazione di quello che era inteso come il regno di Sumer e di Akkad.
Hammurabi non si limita a unificare la Mesopotamia, sotto il suo regno si gettano le basi di una profonda riforma religiosa propria dei Babilonesi. Gli Amorrei volgevano il proprio culto a divinità di tipo astrale piuttosto che a divinità inerenti alla terra e alla fertilità quali quelle sumeriche. Le divinità predilette dalle genti amorree erano quindi Iśtar (qui intesa anche come Stella del mattino, Venere), Adad (dio della tempesta, conosciuto anche con i nomi semitico-occidentali di Wer o Mer) e, soprattutto, Ŝamaŝ (dio Sole), potenza della giustizia divina. Anche le città amorree rivolgeranno, comunque, sempre culti particolari alle proprie divinità poliadi e, per quanto attiene a Babilonia, al dio Marduk inteso come figlio del dio Ea (l'Enki sumerico).
In questo contesto di mutamento etnico e religioso, Hammurapi sarà il primo re a rifiutare la propria "divinizzazione", tradizione avviata con il re accadico Naram-Sîn (2273- 2219 a.C.) e seguita anche dalle dinastie neo sumeriche di Ur III; Hammurapi sceglierà invece di indicarsi come "pastore" (accadico: rē'û) del suo popolo.
Questo valorizzare a divinità massima il dio protettore della propria città condurrà, con Nabucodonosor I (Nabû-kudurrī-uṣur I,  1125-1104 a.C.), le dinastie babilonesi a promuovere, per mezzo del poema cosmogonico Enūma eliš, il dio di Babilonia, Marduk, nel ruolo re di tutti gli dèi mesopotamici, nonché salvatore e rinnovatore dell'intero cosmo.
Così, nel poema babilonese Enūma eliš, tutti gli dèi al cospetto del loro re, il dio Marduk, il dio di Babilonia, proclamano:
(Tavola VI, vv. 119-120)
Il procedimento con cui la classe sacerdotale babilonese riesce a modificare la cosmogonia mesopotamica a vantaggio del proprio dio poliade è stato ben identificato da Giovanni Pettinato. L'assiriologo italiano, in Mitologia assiro-babilonese (pp. 38 e sgg.), nota come nel testo sumerico conosciuto come la Lista Reale Sumerica (sumerico: [nam]-lugal an-ta ed3-de3-a-ba; Quando la regalità discese dal cielo), testo composto tra il 2100 e il 1900 a.C. con la finalità di gettare le basi tradizionali e politiche dell'unificazione del territorio di Sumer (Mesopotamia meridionale), la prima città sumera a cui viene assegnata la regalità dagli dèi sia proprio la città di Eridu, il cui dio poliade è Enki, una delle quattro divinità più importanti per i Sumeri. Dal che, avendo Babilonia ereditato la regalità dalla prima città a cui è stata assegnata dalla potenza divina, allo stesso modo Marduk, figlio di Ea (Enki), eredita dal padre la regalità sugli dèi. Questo profondo processo di cambiamento teologico vuole dunque sostituire come re degli dèi un dio del tutto secondario, se non addirittura nemmeno appartenente alla tradizione mesopotamica, ma lo fa con grande attenzione religiosa.
L'opera religiosa dei Babilonesi non si ferma, infatti, alla rielaborazione della tradizionale cosmogonia sumerica, affronta anche i temi più propri dell'umanità, quell'umanità che, nell'Enūma eliš, è venuta ad essere grazie a una decisione del dio Marduk. Così i differenti racconti sumerici inerenti alla figura del re divino Gilgameš vengono dai Babilonesi raccolti, nel XVIII secolo a.C., nel primo poema religioso dell'umanità, individuato con il titolo di ⌈šu⌉-tu-ur e-li š[ar-ri] (lett. Egli è superiore agli altri [re]), che è meglio noto nella versione neoassira rinvenuta tra i resti della biblioteca reale nel palazzo del re Assurbanipal (Aššur-bāni-apli) a Ninive, capitale dell'impero assiro. In questo poema il re di Uruk, Gilgameš, re per due terzi dio e per un terzo uomo, affronta con l'amico Enkidu diverse avventure a sfondo mitologico, finché Enkidu non trova la morte per punizione divina. La scomparsa di Enkidu, e la consapevolezza della presenza della morte, conducono Gilgameš ad abbandonare la propria dignità regale e, coperto solo di una pelle di leone, a raggiungere gli estremi confini del mondo per trovare una risposta alla propria angoscia e quindi per conseguire quell'immortalità che gli dèi avevano consegnato a Utanapištim (anche Atraḫasis, lo Ziusudra sumerico), l'unico uomo sopravvissuto al Diluvio Universale. Nel suo peregrinare, Gilgameš incontra la divina taverniera Šiduri la quale, nella versione antico babilonese, così risponde al re di Uruk:
(Epopea di Gilgameš, versione paleo babilonese, (in accadico: ⌈šu⌉-tu-ur e-li š[ar-ri]; Egli è superiore agli altri [re]); Tavola di Meissner- Millard OB VA+BM 1-14; traduzione di Giovanni Pettinato, La Saga di Gilgameš, p.213)
Gilgameš continua il suo peregrinare finché non raggiunge Utanapištim il quale, dopo che il re di Uruk ha fallito le prove per conseguire l'immortalità, si decide a consegnargli la "pianta della giovinezza". Ma qui accade, secondo Pettinato, un fatto teologicamente significativo: il re di Uruk non mangia la pianta, ma la riserva innanzitutto ai vecchi della propria città affinché possano conseguire la giovinezza.
Ma gli dèì avevano destinato tale pianta solo al re e quindi questi, alla fine, la perde, rubata da un serpente:
(Giovanni Pettinato, Mitologia assiro-babilonese, p. 37)
Non solo, ma anche l'intero mondo divino dei Babilonesi è attento ai bisogni degli uomini:
(Giovanni Pettinato, Mitologia assiro-babilonese, p. 37)
Così come gli uomini si interrogano del loro rapporto con gli dèi, invocandone la misericordia:
(Ludlul bēl nēmeqi, Tavola IV, vv.2-6; traduzione di Giorgio R. Castellino)
Marduk ha ascoltato i lamenti e le preghiere dell'orante:
(Ludlul bēl nēmeqi, Tavola IV, vv. 33-35; traduzione di Giorgio R. Castellino)

## Gli Assiri
Gli assiri furono un popolo semitico della Mesopotamia che occuparono il corso medio del Tigri. Prendono il nome dalla loro divinità principale Assur. La loro storia inizia nel 2500 a.C. circa e termina nel 612 a.C. dopo essere stati sconfitti dai babilonesi e a causa di ciò la religione assira assimilò molte caratteristiche della religione babilonese tanto che si parla di religione assiro-babilonese. 
Il capo degli dei era Assur, da cui prese il nome la prima capitale, dio della guerra e di conseguenza protettore dell'impero e viene rappresentato come un uomo in piedi su un leone alato, egli sceglieva i sovrani già nel ventre e li destinava al potere, la sua sposa era Ninlil e i figli Ninurta,  dio della caccia e della pace, e Sherua. Altre divinità erano Adad dio della pioggia, della fertilità e della morte; Nusku dio della luce e del fuoco; Pazuzu re degli spiriti malvagi dell'aria.